# Forchetta (scacchi)
|   | a                                                              | b                                                              | c                                                              | d                                                              | e                                                              | f                                                              | g                                                              | h                                                              |   |
| 8 | g4 pedone del nero · f3 torre del bianco · h3 torre del bianco | g4 pedone del nero · f3 torre del bianco · h3 torre del bianco | g4 pedone del nero · f3 torre del bianco · h3 torre del bianco | g4 pedone del nero · f3 torre del bianco · h3 torre del bianco | g4 pedone del nero · f3 torre del bianco · h3 torre del bianco | g4 pedone del nero · f3 torre del bianco · h3 torre del bianco | g4 pedone del nero · f3 torre del bianco · h3 torre del bianco | g4 pedone del nero · f3 torre del bianco · h3 torre del bianco | 8 |
| 7 | g4 pedone del nero · f3 torre del bianco · h3 torre del bianco | g4 pedone del nero · f3 torre del bianco · h3 torre del bianco | g4 pedone del nero · f3 torre del bianco · h3 torre del bianco | g4 pedone del nero · f3 torre del bianco · h3 torre del bianco | g4 pedone del nero · f3 torre del bianco · h3 torre del bianco | g4 pedone del nero · f3 torre del bianco · h3 torre del bianco | g4 pedone del nero · f3 torre del bianco · h3 torre del bianco | g4 pedone del nero · f3 torre del bianco · h3 torre del bianco | 7 |
| 6 | g4 pedone del nero · f3 torre del bianco · h3 torre del bianco | g4 pedone del nero · f3 torre del bianco · h3 torre del bianco | g4 pedone del nero · f3 torre del bianco · h3 torre del bianco | g4 pedone del nero · f3 torre del bianco · h3 torre del bianco | g4 pedone del nero · f3 torre del bianco · h3 torre del bianco | g4 pedone del nero · f3 torre del bianco · h3 torre del bianco | g4 pedone del nero · f3 torre del bianco · h3 torre del bianco | g4 pedone del nero · f3 torre del bianco · h3 torre del bianco | 6 |
| 5 | g4 pedone del nero · f3 torre del bianco · h3 torre del bianco | g4 pedone del nero · f3 torre del bianco · h3 torre del bianco | g4 pedone del nero · f3 torre del bianco · h3 torre del bianco | g4 pedone del nero · f3 torre del bianco · h3 torre del bianco | g4 pedone del nero · f3 torre del bianco · h3 torre del bianco | g4 pedone del nero · f3 torre del bianco · h3 torre del bianco | g4 pedone del nero · f3 torre del bianco · h3 torre del bianco | g4 pedone del nero · f3 torre del bianco · h3 torre del bianco | 5 |
| 4 | g4 pedone del nero · f3 torre del bianco · h3 torre del bianco | g4 pedone del nero · f3 torre del bianco · h3 torre del bianco | g4 pedone del nero · f3 torre del bianco · h3 torre del bianco | g4 pedone del nero · f3 torre del bianco · h3 torre del bianco | g4 pedone del nero · f3 torre del bianco · h3 torre del bianco | g4 pedone del nero · f3 torre del bianco · h3 torre del bianco | g4 pedone del nero · f3 torre del bianco · h3 torre del bianco | g4 pedone del nero · f3 torre del bianco · h3 torre del bianco | 4 |
| 3 | g4 pedone del nero · f3 torre del bianco · h3 torre del bianco | g4 pedone del nero · f3 torre del bianco · h3 torre del bianco | g4 pedone del nero · f3 torre del bianco · h3 torre del bianco | g4 pedone del nero · f3 torre del bianco · h3 torre del bianco | g4 pedone del nero · f3 torre del bianco · h3 torre del bianco | g4 pedone del nero · f3 torre del bianco · h3 torre del bianco | g4 pedone del nero · f3 torre del bianco · h3 torre del bianco | g4 pedone del nero · f3 torre del bianco · h3 torre del bianco | 3 |
| 2 | g4 pedone del nero · f3 torre del bianco · h3 torre del bianco | g4 pedone del nero · f3 torre del bianco · h3 torre del bianco | g4 pedone del nero · f3 torre del bianco · h3 torre del bianco | g4 pedone del nero · f3 torre del bianco · h3 torre del bianco | g4 pedone del nero · f3 torre del bianco · h3 torre del bianco | g4 pedone del nero · f3 torre del bianco · h3 torre del bianco | g4 pedone del nero · f3 torre del bianco · h3 torre del bianco | g4 pedone del nero · f3 torre del bianco · h3 torre del bianco | 2 |
| 1 | g4 pedone del nero · f3 torre del bianco · h3 torre del bianco | g4 pedone del nero · f3 torre del bianco · h3 torre del bianco | g4 pedone del nero · f3 torre del bianco · h3 torre del bianco | g4 pedone del nero · f3 torre del bianco · h3 torre del bianco | g4 pedone del nero · f3 torre del bianco · h3 torre del bianco | g4 pedone del nero · f3 torre del bianco · h3 torre del bianco | g4 pedone del nero · f3 torre del bianco · h3 torre del bianco | g4 pedone del nero · f3 torre del bianco · h3 torre del bianco | 1 |
|   | a                                                              | b                                                              | c                                                              | d                                                              | e                                                              | f                                                              | g                                                              | h                                                              |   |

|   | a                                                               | b                                                               | c                                                               | d                                                               | e                                                               | f                                                               | g                                                               | h                                                               |   |
| 8 | g5 cavallo del nero · f3 torre del bianco · h3 torre del bianco | g5 cavallo del nero · f3 torre del bianco · h3 torre del bianco | g5 cavallo del nero · f3 torre del bianco · h3 torre del bianco | g5 cavallo del nero · f3 torre del bianco · h3 torre del bianco | g5 cavallo del nero · f3 torre del bianco · h3 torre del bianco | g5 cavallo del nero · f3 torre del bianco · h3 torre del bianco | g5 cavallo del nero · f3 torre del bianco · h3 torre del bianco | g5 cavallo del nero · f3 torre del bianco · h3 torre del bianco | 8 |
| 7 | g5 cavallo del nero · f3 torre del bianco · h3 torre del bianco | g5 cavallo del nero · f3 torre del bianco · h3 torre del bianco | g5 cavallo del nero · f3 torre del bianco · h3 torre del bianco | g5 cavallo del nero · f3 torre del bianco · h3 torre del bianco | g5 cavallo del nero · f3 torre del bianco · h3 torre del bianco | g5 cavallo del nero · f3 torre del bianco · h3 torre del bianco | g5 cavallo del nero · f3 torre del bianco · h3 torre del bianco | g5 cavallo del nero · f3 torre del bianco · h3 torre del bianco | 7 |
| 6 | g5 cavallo del nero · f3 torre del bianco · h3 torre del bianco | g5 cavallo del nero · f3 torre del bianco · h3 torre del bianco | g5 cavallo del nero · f3 torre del bianco · h3 torre del bianco | g5 cavallo del nero · f3 torre del bianco · h3 torre del bianco | g5 cavallo del nero · f3 torre del bianco · h3 torre del bianco | g5 cavallo del nero · f3 torre del bianco · h3 torre del bianco | g5 cavallo del nero · f3 torre del bianco · h3 torre del bianco | g5 cavallo del nero · f3 torre del bianco · h3 torre del bianco | 6 |
| 5 | g5 cavallo del nero · f3 torre del bianco · h3 torre del bianco | g5 cavallo del nero · f3 torre del bianco · h3 torre del bianco | g5 cavallo del nero · f3 torre del bianco · h3 torre del bianco | g5 cavallo del nero · f3 torre del bianco · h3 torre del bianco | g5 cavallo del nero · f3 torre del bianco · h3 torre del bianco | g5 cavallo del nero · f3 torre del bianco · h3 torre del bianco | g5 cavallo del nero · f3 torre del bianco · h3 torre del bianco | g5 cavallo del nero · f3 torre del bianco · h3 torre del bianco | 5 |
| 4 | g5 cavallo del nero · f3 torre del bianco · h3 torre del bianco | g5 cavallo del nero · f3 torre del bianco · h3 torre del bianco | g5 cavallo del nero · f3 torre del bianco · h3 torre del bianco | g5 cavallo del nero · f3 torre del bianco · h3 torre del bianco | g5 cavallo del nero · f3 torre del bianco · h3 torre del bianco | g5 cavallo del nero · f3 torre del bianco · h3 torre del bianco | g5 cavallo del nero · f3 torre del bianco · h3 torre del bianco | g5 cavallo del nero · f3 torre del bianco · h3 torre del bianco | 4 |
| 3 | g5 cavallo del nero · f3 torre del bianco · h3 torre del bianco | g5 cavallo del nero · f3 torre del bianco · h3 torre del bianco | g5 cavallo del nero · f3 torre del bianco · h3 torre del bianco | g5 cavallo del nero · f3 torre del bianco · h3 torre del bianco | g5 cavallo del nero · f3 torre del bianco · h3 torre del bianco | g5 cavallo del nero · f3 torre del bianco · h3 torre del bianco | g5 cavallo del nero · f3 torre del bianco · h3 torre del bianco | g5 cavallo del nero · f3 torre del bianco · h3 torre del bianco | 3 |
| 2 | g5 cavallo del nero · f3 torre del bianco · h3 torre del bianco | g5 cavallo del nero · f3 torre del bianco · h3 torre del bianco | g5 cavallo del nero · f3 torre del bianco · h3 torre del bianco | g5 cavallo del nero · f3 torre del bianco · h3 torre del bianco | g5 cavallo del nero · f3 torre del bianco · h3 torre del bianco | g5 cavallo del nero · f3 torre del bianco · h3 torre del bianco | g5 cavallo del nero · f3 torre del bianco · h3 torre del bianco | g5 cavallo del nero · f3 torre del bianco · h3 torre del bianco | 2 |
| 1 | g5 cavallo del nero · f3 torre del bianco · h3 torre del bianco | g5 cavallo del nero · f3 torre del bianco · h3 torre del bianco | g5 cavallo del nero · f3 torre del bianco · h3 torre del bianco | g5 cavallo del nero · f3 torre del bianco · h3 torre del bianco | g5 cavallo del nero · f3 torre del bianco · h3 torre del bianco | g5 cavallo del nero · f3 torre del bianco · h3 torre del bianco | g5 cavallo del nero · f3 torre del bianco · h3 torre del bianco | g5 cavallo del nero · f3 torre del bianco · h3 torre del bianco | 1 |
|   | a                                                               | b                                                               | c                                                               | d                                                               | e                                                               | f                                                               | g                                                               | h                                                               |   |

La forchetta nel gioco degli scacchi è l'attacco simultaneo da parte di un pezzo a due pezzi avversari. Il giocatore che subisce la forchetta, se non può catturare il pezzo responsabile della forchetta, si troverà nell'impossibilità di sottrarre alla cattura uno dei pezzi minacciati.
Per evitare di perdere pezzi, è necessario impedire di effettuare la cattura. Per esempio, se uno dei due pezzi minacciati si sposta dando scacco al re, l'avversario dovrà ripararsi dallo scacco, dando il tempo al secondo pezzo minacciato di spostarsi alla mossa successiva (a meno che, nel frattempo, l'avversario sia riuscito a parare lo scacco creando allo stesso tempo una nuova minaccia più grave, come una minaccia di matto). In alternativa, l'effetto della forchetta può essere annullato se è possibile inchiodare il pezzo minacciante sul proprio Re o su un pezzo di valore non inferiore a quelli minacciati, il che renderebbe rispettivamente impossibile o poco conveniente effettuare la cattura.
Anche il Re può effettuare una forchetta, se entrambi i pezzi avversari non sono difesi o non sono in grado di difendersi tra loro.
In ogni caso, il termine "forchetta" è applicabile solo se è effettuata da un pedone: in caso venga effettuata da un pezzo, è più corretto parlare di attacco doppio, anche se nel linguaggio scacchistico i termini spesso si intercambiano.